# A Division 1933-1934 (Irlanda)
La stagione 1933-1934 è stata la quattordicesima edizione della League of Ireland, massimo livello professionistico del calcio irlandese.

## Classifica finale
|  |     | Classifica finale 1933-1934 | Pt | G  | V  | N | P  | GF | GS | DR  |
|  | --- | --------------------------- | -- | -- | -- | - | -- | -- | -- | --- |
|  | 1.  | Bohemians                   | 27 | 18 | 11 | 5 | 2  | 38 | 23 | +15 |
|  | 2.  | Cork                        | 26 | 18 | 11 | 4 | 3  | 47 | 26 | +21 |
|  | 3.  | Shamrock Rovers             | 22 | 18 | 9  | 4 | 5  | 28 | 23 | +5  |
|  | 4.  | Dundalk                     | 21 | 18 | 9  | 3 | 6  | 33 | 25 | +8  |
|  | 5.  | Dolphin                     | 17 | 18 | 7  | 3 | 8  | 23 | 21 | +2  |
|  | 6.  | Shelbourne                  | 17 | 18 | 6  | 5 | 7  | 22 | 25 | -3  |
|  | 7.  | Drumcondra                  | 16 | 18 | 6  | 4 | 8  | 27 | 28 | -1  |
|  | 8.  | St. James's Gate            | 13 | 18 | 5  | 3 | 10 | 26 | 32 | -8  |
|  | 9.  | Bray Unknowns               | 13 | 18 | 6  | 1 | 11 | 26 | 44 | -18 |
|  | 10. | Cork Bohemians              | 8  | 18 | 2  | 4 | 12 | 18 | 41 | -23 |

### Verdetti
- Bohemians campione d'Irlanda 1933-1934.

## Statistiche

### Record
- Maggior numero di vittorie:  Bohemians e  Cork (11)
- Minor numero di sconfitte:  Bohemians (3)
- Migliore attacco:  Cork (47 gol fatti)
- Miglior difesa:  Dolphin (21 gol subiti)
- Miglior differenza reti:  Cork (+21)
- Maggior numero di pareggi:  Shelbourne e  Bohemians (5)
- Minor numero di pareggi:  Bray Unknowns (1)
- Maggior numero di sconfitte:  Cork Bohemians (12)
- Minor numero di vittorie:  Cork Bohemians (2)
- Peggiore attacco:  Cork Bohemians (18 gol fatti)
- Peggior difesa:  Bray Unknowns (44 gol subiti)
- Peggior differenza reti:  Cork Bohemians (-23)

### Capocannoniere
|  | Gol | Marcatore | Squadra          |
|  | --- | --------- | ---------------- |
|  | 13  | Alf Rigby | St. James's Gate |